# 북위 3도
북위 3도는 적도에서 북쪽으로 3도 떨어진 위선이다. 아프리카, 아시아, 태평양, 남아메리카, 대서양을 지난다.

## 지나가는 지역
본초 자오선에서 시작해서 동쪽 방향으로, 북위 1도선은 다음 지역을 지난다.
| 좌표                                                  | 나라, 지역, 해역    | 주석                                                           |
| ----------------------------------------------------- | ------------------- | -------------------------------------------------------------- |
| 북위 3° 0′ 동경 0° 0′  / 북위 3.000° 동경 0.000°      | 대서양              | 기니만 - 적도 기니 비오코섬 바로 남쪽을 지나감                 |
| 북위 3° 0′ 동경 9° 56′  / 북위 3.000° 동경 9.933°     | 카메룬              |                                                                |
| 북위 3° 0′ 동경 12° 57′  / 북위 3.000° 동경 12.950°   | 중앙아프리카 공화국 | 약 2km                                                         |
| 북위 3° 0′ 동경 15° 59′  / 북위 3.000° 동경 15.983°   | 카메룬              | 약 3km                                                         |
| 북위 3° 0′ 동경 16° 0′  / 북위 3.000° 동경 16.000°    | 중앙아프리카 공화국 |                                                                |
| 북위 3° 0′ 동경 16° 30′  / 북위 3.000° 동경 16.500°   | 콩고 공화국         |                                                                |
| 북위 3° 0′ 동경 18° 30′  / 북위 3.000° 동경 18.500°   | 콩고 민주 공화국    |                                                                |
| 북위 3° 0′ 동경 30° 49′  / 북위 3.000° 동경 30.817°   | 우간다              |                                                                |
| 북위 3° 0′ 동경 34° 35′  / 북위 3.000° 동경 34.583°   | 케냐                | 투르카나호를 통과함                                            |
| 북위 3° 0′ 동경 41° 10′  / 북위 3.000° 동경 41.167°   | 소말리아            |                                                                |
| 북위 3° 0′ 동경 46° 36′  / 북위 3.000° 동경 46.600°   | 인도양              |                                                                |
| 북위 3° 0′ 동경 73° 21′  / 북위 3.000° 동경 73.350°   | 몰디브              | 라무 환초                                                      |
| 북위 3° 0′ 동경 73° 33′  / 북위 3.000° 동경 73.550°   | 인도양              | 인도네시아 시메울루에섬 바로 북쪽을 지나감                     |
| 북위 3° 0′ 동경 97° 22′  / 북위 3.000° 동경 97.367°   | 인도네시아          | 수마트라섬                                                     |
| 북위 3° 0′ 동경 99° 54′  / 북위 3.000° 동경 99.900°   | 믈라카 해협         |                                                                |
| 북위 3° 0′ 동경 101° 14′  / 북위 3.000° 동경 101.233° | 말레이시아          |                                                                |
| 북위 3° 0′ 동경 103° 26′  / 북위 3.000° 동경 103.433° | 남중국해            | 말레이시아 티오만섬 바로 북쪽을 지나감                         |
| 북위 3° 0′ 동경 105° 41′  / 북위 3.000° 동경 105.683° | 인도네시아          | 제마이아섬                                                     |
| 북위 3° 0′ 동경 105° 44′  / 북위 3.000° 동경 105.733° | 남중국해            |                                                                |
| 북위 3° 0′ 동경 107° 45′  / 북위 3.000° 동경 107.750° | 인도네시아          | 미다이섬                                                       |
| 북위 3° 0′ 동경 107° 48′  / 북위 3.000° 동경 107.800° | 남중국해            |                                                                |
| 북위 3° 0′ 동경 108° 50′  / 북위 3.000° 동경 108.833° | 인도네시아          | 수비섬                                                         |
| 북위 3° 0′ 동경 108° 53′  / 북위 3.000° 동경 108.883° | 남중국해            |                                                                |
| 북위 3° 0′ 동경 112° 26′  / 북위 3.000° 동경 112.433° | 말레이시아          | 보르네오섬 사라왁주                                            |
| 북위 3° 0′ 동경 115° 15′  / 북위 3.000° 동경 115.250° | 인도네시아          | 보르네오섬 칼리만탄 - 약 8km                                   |
| 북위 3° 0′ 동경 115° 19′  / 북위 3.000° 동경 115.317° | 말레이시아          | 보르네오섬 사라왁주 - 약 10km                                  |
| 북위 3° 0′ 동경 115° 25′  / 북위 3.000° 동경 115.417° | 인도네시아          | 보르네오섬 칼리만탄                                            |
| 북위 3° 0′ 동경 117° 35′  / 북위 3.000° 동경 117.583° | 술라웨시해          |                                                                |
| 북위 3° 0′ 동경 125° 30′  / 북위 3.000° 동경 125.500° | 말루쿠해            |                                                                |
| 북위 3° 0′ 동경 128° 13′  / 북위 3.000° 동경 128.217° | 태평양              | 키리바시 부타리타리 환초 바로 남쪽을 지나감                    |
| 북위 3° 0′ 서경 78° 11′  / 북위 3.000° 서경 78.183°   | 콜롬비아            | 고르고나섬과 본토                                              |
| 북위 3° 0′ 서경 78° 10′  / 북위 3.000° 서경 78.167°   | 태평양              |                                                                |
| 북위 3° 0′ 서경 77° 41′  / 북위 3.000° 서경 77.683°   | 콜롬비아            |                                                                |
| 북위 3° 0′ 서경 67° 42′  / 북위 3.000° 서경 67.700°   | 베네수엘라          |                                                                |
| 북위 3° 0′ 서경 64° 8′  / 북위 3.000° 서경 64.133°    | 브라질              | 호라이마주                                                     |
| 북위 3° 0′ 서경 59° 57′  / 북위 3.000° 서경 59.950°   | 영토 분쟁 지역      | 가이아나가 실효적 지배하고 베네수엘라가 영유권을 주장하는 지역 |
| 북위 3° 0′ 서경 58° 9′  / 북위 3.000° 서경 58.150°    | 가이아나            |                                                                |
| 북위 3° 0′ 서경 57° 30′  / 북위 3.000° 서경 57.500°   | 영토 분쟁 지역      | 가이아나가 실효적 지배하고 수리남이 영유권을 주장하는 지역     |
| 북위 3° 0′ 서경 57° 12′  / 북위 3.000° 서경 57.200°   | 수리남              |                                                                |
| 북위 3° 0′ 서경 54° 11′  / 북위 3.000° 서경 54.183°   | 영토 분쟁 지역      | 프랑스가 실효적 지배하고 수리남가 영유권을 주장하는 지역       |
| 북위 3° 0′ 서경 53° 59′  / 북위 3.000° 서경 53.983°   | 프랑스              | 프랑스령 기아나                                                |
| 북위 3° 0′ 서경 52° 22′  / 북위 3.000° 서경 52.367°   | 브라질              | 아마파주                                                       |
| 북위 3° 0′ 서경 50° 57′  / 북위 3.000° 서경 50.950°   | 대서양              |                                                                |

## 같이 보기
- 북위 2도
- 북위 4도